# Phoebe (mitologie)

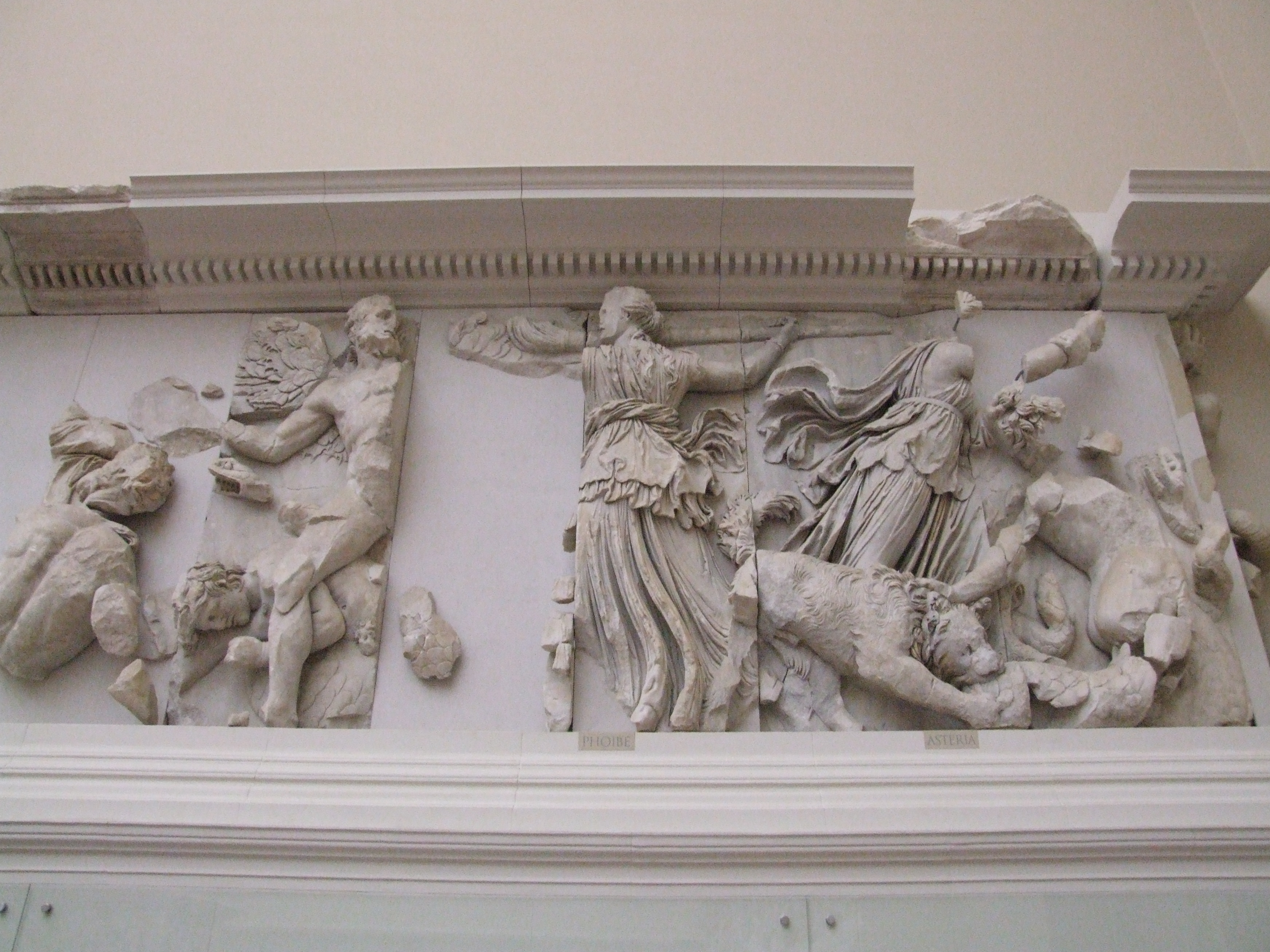
Phoebe și Asteria
(Pergamonaltar, Berlin)

În mitologia greacă, Phoebe, fiica lui Uranus și a Gaiei, este o titanidă. În mod tradițional, este asociată cu luna. Este mama lui Leto și a Asteriei și de asemenea bunica lui Apollo și a lui Artemis. Când Leto i-a născut pe Apollo și Artemis, le-a dat alte nume: Febus și Feba, după bunica lor.
Un alt personaj numit Phoebe, este fiica lui Leucippus (fiind astfel una dintre lecipide).

## Mitologie
Fiind des asociată cu Selene, i s-au atribuit unele fapte ale acesteea, de exemplu în mitul lui Endymion.